# تورمی کالیفرنیا
تورمی کالیفرنیا (به انگلیسی: Tormey) یک منطقهٔ مسکونی در ایالات متحده آمریکا است که در شهرستان کنترا کوستا، کالیفرنیا واقع شده‌است. تورمی کالیفرنیا ۶ متر بالاتر از سطح دریا واقع شده‌است.